# Hirschwanger Forst
Hirschwanger Forst ist eine Katastralgemeinde der Gemeinde Reichenau an der Rax im Bezirk Neunkirchen in Niederösterreich.

## Siedlungsentwicklung
Zum Jahreswechsel 1979/1980 befanden sich in der Katastralgemeinde Hirschwanger Forst insgesamt 13 Bauflächen mit 5985 m² und 5 Gärten auf 2748 m², 1989/1990 gab es 13 Bauflächen. 1999/2000 war die Zahl der Bauflächen auf 34 angewachsen und 2009/2010 bestanden 23 Gebäude auf 36 Bauflächen.

## Bodennutzung
Die Katastralgemeinde ist landwirtschaftlich geprägt. 5 Hektar wurden zum Jahreswechsel 1979/1980 landwirtschaftlich genutzt und 1658 Hektar waren forstwirtschaftlich geführte Waldflächen. 1999/2000 wurde auf 4 Hektar Landwirtschaft betrieben und 2239 Hektar waren als forstwirtschaftlich genutzte Flächen ausgewiesen. Ende 2018 waren 5 Hektar als landwirtschaftliche Flächen genutzt und Forstwirtschaft wurde auf 1596 Hektar betrieben. Die durchschnittliche Bodenklimazahl von Hirschwanger Forst beträgt 19 (Stand 2010).